# كروات البوسنة والهرسك
كروات البوسنة والهرسك ويسمون أيضا الكروات البوسنيون وهم الكروات الذين يعيشون في البوسنة والهرسك وهم ثالث أكبر عرقية فيها بعد البوشناق و‌الصرب وهم السكان الأصليون لبوسنة والهرسك حيث يعود تواجدهم إلى القرن السادس والسابع الميلادي، يبلغ عددهم 553,000 نسمة ويشكلون نسبة 14% من سكان البوسنة والهيرسك  ويتكلمون باللغة الكرواتية ويعتنق أغلبهم كاثوليكية مع أقلية من الملحدين.